# Hexadella pruvoti
Hexadella pruvoti är en svampdjursart som beskrevs av Topsent 1896. Hexadella pruvoti ingår i släktet Hexadella och familjen Ianthellidae. Inga underarter finns listade i Catalogue of Life.